# Ulrike Brune
Ulrike Brune (* 17. Dezember 1959 in Berlin) ist eine deutsche Juristin. Sie war von Juli 2014 bis Februar 2023 Richterin am Bundesarbeitsgericht.
Sie studierte von 1978 bis 1983 Rechtswissenschaften an den Universitäten Bonn, München und Münster und legte die zweite juristische Staatsprüfung 1986 in Düsseldorf ab. Im unmittelbaren Anschluss daran war sie zunächst als Rechtsanwältin in einer großen Wirtschaftsrechtskanzlei in Düsseldorf tätig. 1988 trat sie in die Arbeitsgerichtsbarkeit des Landes Nordrhein-Westfalen ein und wurde ein Jahr später promoviert. Mit Wirkung vom 13. August 1990 wurde sie zur Richterin auf Lebenszeit ernannt, zu dieser Zeit war sie am Arbeitsgericht Düsseldorf tätig. Von 1991 bis 1992 war sie an das Bundesverfassungsgericht und  von 2002 bis 2004 an das Bundesarbeitsgericht  als wissenschaftliche Mitarbeiterin abgeordnet. Bis zu ihrem Wechsel 2006 als Regierungsdirektorin in das Justizministerium des Freistaates Thüringen war Brune am Arbeitsgericht Mönchengladbach tätig. 2011 wechselte sie als Richterin an das Sozialgericht Gotha. Am 1. Juli 2014 wurde sie zur Richterin am Bundesarbeitsgericht in Erfurt ernannt. Am 28. Februar 2023 trat Brune in den Ruhestand. Seit März 2023 ist sie Beirat im Institut für Weltanschauungsrecht (ifw). Am 8. Juni 2023 wurde Ulrike Brune zur Vorsitzenden der Kommission zur Aufarbeitung des sexuellen Missbrauchs im Bistum Erfurt gewählt.
Sie lebt in Weimar, ist verheiratet mit dem früheren Richter am Bundesarbeitsgericht Christoph Schmitz-Scholemann und hat drei Kinder.